# باشق صغير
 الباشق الصَّغير  هو أحد أنواع الجوارح المُنتمية لفصيلة البازيَّات. تنتشرُ هذه الطيور في أفريقيا جنوب الصحراء الكُبرى، ويشتمل موطنها على أنغولا،و بوتسوانا، وبوروندي، والكونغو الديمقراطيَّة، وإريتريا، وأثيوپيا، وكينيا، وليسوتو، وملاوي، ومالي، وموزمبيق، وناميبيا، وراوندا، والصومال، وجنوب أفريقيا، والسودان، وسوازيلاند، وتنزانيا، وأوغندا، وزامبيا، وزيمبابوي. يصل طول الطائر إلى 20 إلى 25 سـم (7.9 إلى 9.8 بوصة) . (يُشكِّلُ الذيل حوالي نصف هذا الطول)، ويتراوحُ باعُ جناحية بين 39–52 سـم (15–20 بوصة) ويزن حوالي 85 غ (3.0 أونصة). بهذا تكون هذه البواشق أصغر بيزان العالم قدًّا، ويُحتمل أن تكون أصغر أعضاء فصيلة البازيَّات على الإطلاق.

## وصلات خارجيَّة
- الباشق الصَّغير - نصٌّ عن هذا النوع في أطلس طيور جنوب أفريقيا